# Паоло Стоппа
Пао́ло Сто́ппа (італ. Paolo Stoppa; 6 червня 1906, Рим — 1 травня 1988, Рим) — італійський актор театру і кіно.

## Життєпис
Закінчив Римську консерваторію. Працював у театрі. У 1946—1960 роках очолював акторську трупу, створену разом з Ріною Мореллі. У кіно з 1934 року. Працював з видатними режисерами італійського та світового кінематографа, такими як: Алессандро Блазетті, Рене Клер, Джузеппе Де Сантіс, Вітторіо Де Сіка, Роберто Росселліні, Лукіно Вісконті та іншими. Знімався також у Франції, Іспанії та США. Всього у фільмографії актора більше 170 картин.

## Фільмографія
- 1939 — Пригоди Сальватора Рози / Un'avventura di Salvator Rosa — другий фермер
- 1941 — Залізна корона / La corona di ferro — Тріфіллі
- 1942 — Дон Сезар де Базан / Don Cesare di Bazan — Санчо
- 1946 — Чорний Орел / Aquila Nera — розбійник
- 1949 — Фабіола / Fabiola — проконсул Манліус Валеріан
- 1949 — Краса диявола / La beauté du diable — Official
- 1951 — Диво в Мілані / Miracolo a Milano — Рапп
- 1952 — Рим об 11 годині / Roma ore 11 — службовець
- 1952 — Сім смертних гріхів / Les sept péchés capitaux — М. Альваро (епізод «Жадібність»)
- 1952 — Колишні часи / Altri tempi — Zibaldone n. 1 — Батько Гвідо (епізод 'Idillio')
- 1952 — Нічні красуні / (Les belles de nuit) — директор Опери
- 1953 — Вокзал Терміні / (Stazione Termini) — носій (в титрах не зазначений)
- 1953 — Ворог суспільства № 1 / (L'ennemi de public No 1) — Тедді «Тоні» Фаллоне
- 1953 — Прогулянка — керівник школи
- 1954 — Граф Монте-Крісто / Le comte de Monte-Cristo — Бертуччо
- 1954 — Неаполітанська карусель / (Carosello napoletano) — Сальваторе Еспозіто
- 1954 — Золото Неаполя / (L'oro di Napoli) — дон Пеппіно, вдівець (епізод «Піца в кредит»)
- 1955 — Прекрасна мельничиха / (La bella mugnaia) — Ґардунья
- 1958 — Закон / (La legge) — Тоніо
- 1960 — У Римі була ніч / (Era notte a Roma) — принц Алессандро Антоніані
- 1960 — Рокко та його брати / (Rocco e i suoi fratelli) — Черрі, тренер з боксу
- 1960 — Хай живе Італія! / Viva l'Italia! — Ніно Біксіо
- 1961 — Ваніна Ваніні / Vanina Vanini — Асдрубале Ваніні
- 1961 — Страшний суд / Il giudizio universale — Джорджо
- 1962 — Боккаччо-70 / Boccaccio '70 — юрист Алькамо (епізод «Робота», в титрах не вказаний)
- 1962 — Степ / La steppa —
- 1963 — Леопард / Il gattopardo — дон Калоджеро Седара
- 1964 — Бекет / Becket — тато Олександр III
- 1964 — Візит / The Visit — доктор
- 1966 — Полювання на лиса / Caccia alla volpe — Поліо
- 1968 — Одного разу на Дикому Заході / C'era una volta il West — Сем, візник
- 1973 — Ругантіно / Rugantino — Mastro Titta
- 1974 — Новобранці йдуть на війну / Les bidasses s'en vont en guerre — полковник
- 1981 — Маркіз дель Грілло / Il marchese del Grillo — папа Пій VII
- 1982 — Орел або решка / Il berretto a sonagli